# Copa Italia 1937-38

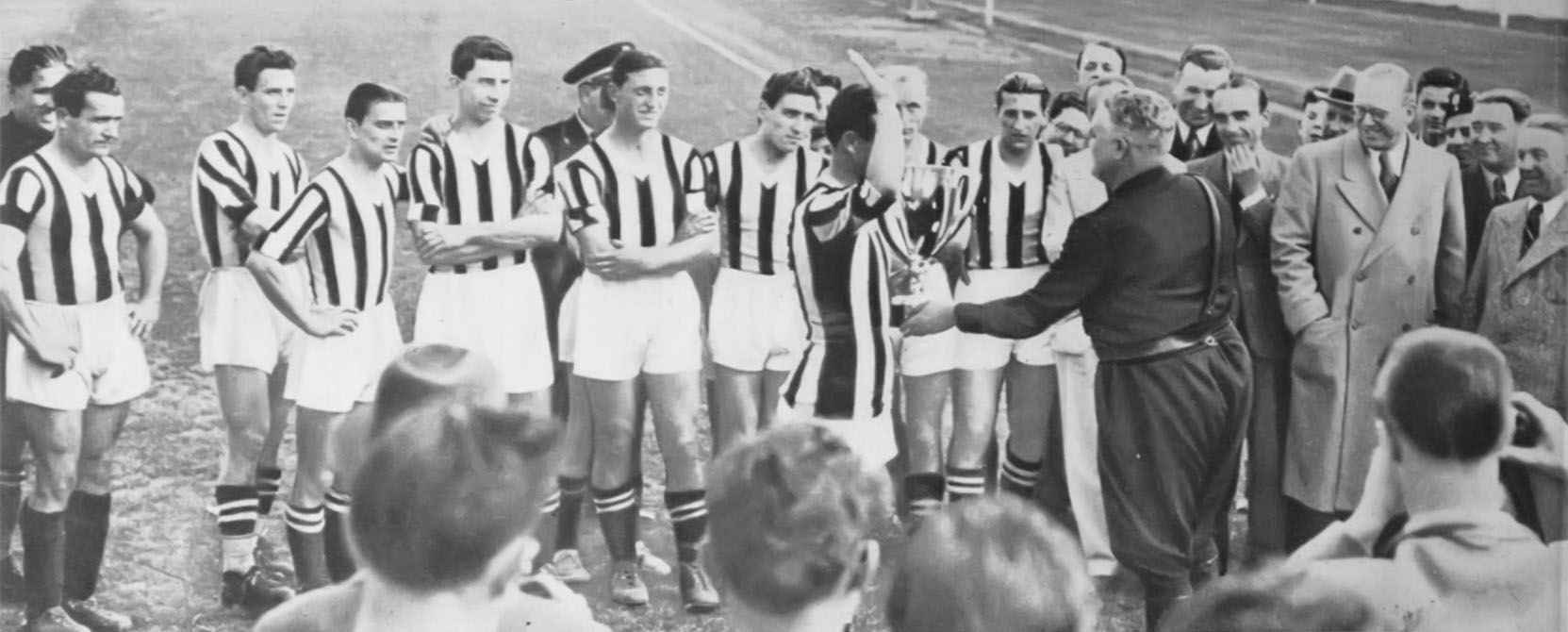
Juventus recibió su primera Copa Italia

La Copa Italia 1937-38 fue la cuarta edición del torneo. Fue la primera vez que la final se disputó en ida y vuelta. Juventus salió campeón tras ganarle al Torino 3 a 1 y 2 a 1.

## Resultados

### Clasificación
|               | 5.9.1937  |                         |
| ------------- | --------- | ----------------------- |
| Casale        | 5 - 2     | Derthona                |
| Civitavecchia | 1 - 2     | M.A.T.E.R. Roma         |
| Cusiana       | 4 - 2     | Gallaratese             |
| Fanfulla Lodi | 1 - 0     | Alfa Romeo Milano       |
| Fiumana       | 3 - 0     | Grion Pola              |
| Grosseto      | 3 - 3 dts | Siena                   |
| L'Aquila      | 1 - 0 dts | SIME Popoli             |
| Lecco         | 1 - 0     | Isotta Fraschini Milano |

|           | 5.9.1937 |                    |
| --------- | -------- | ------------------ |
| Mantova   | 1 - 2    | Audace San Michele |
| Pavese    | 3 - 4    | Vigevano           |
| Piacenza  | 2 - 1    | Galbani Melzo      |
| Pontedera | 4 - 2    | Saffa Fucecchio    |
| Potenza   | 2 - 0    | Manfredonia        |
| Ravenna   | 4 - 2    | Fano               |
| Rovigo    | 2 - 0    | Forlimpopoli       |
| Savona    | 3 - 1    | Pontedecimo        |

Spareggio: Siena-Grosseto 1-0.

### Primera fase
|                         | 19.9.1937 |                        |
| ----------------------- | --------- | ---------------------- |
| Acqui                   | 3 - 2     | Pinerolo               |
| Asti                    | 3 - 0     | Cusiana                |
| Audace San Michele      | 2 - 1     | Rovigo                 |
| Bagnolese               | 4 - 4 dts | L'Aquila               |
| Biellese                | 4 - 2     | Casale                 |
| Cagliari                | 1 - 1 dts | M.A.T.E.R. Roma        |
| Cavagnaro Genova-Sestri | 1 - 2     | Savona                 |
| Cosenza                 | 0 - 2     | Salernitana            |
| Fiumana                 | 2 - 3     | Ampelea Isola d'Istria |
| Forlì                   | 1 - 1 dts | Carpi                  |
| Imperia                 | 1 - 2     | Andrea Doria           |
| Le Signe                | 1 - 2     | Pontedera              |
| Lecce                   | 2 - 1     | Stabia                 |
| Legnano                 | 1 - 2     | S.I.A.I. Sesto Calende |
| Marzotto Valdagno       | 3 - 0     | Udinese                |
| Parma                   | 0 - 2     | Piacenza               |

|               | 19.9.1937 |                        |
| ------------- | --------- | ---------------------- |
| Ponziana      | 3 - 0     | Pro Gorizia            |
| Potenza       | 3 - 2     | Foggia                 |
| Prato         | 3 - 0     | Siena                  |
| Pro Patria    | 4 - 2     | Monza                  |
| Ravenna       | 3 - 2     | Jesi                   |
| Reggiana      | 1 - 0     | Fanfulla               |
| Rimini        | 3 - 1     | Macerata               |
| Seregno       | 3 - 1     | Falck Sesto S.Giovanni |
| Spal          | 3 - 1     | Baracca Lugo           |
| Vado          | 2 - 0     | Entella                |
| Varese        | 2 - 1     | Crema                  |
| ACIVI Vicenza | 2 - 0     | Treviso                |
| Vigevano      | 5 - 3     | Lecco                  |

Spareggi: Carpi-Forlì 3-0; L'Aquila-Bagnolese 3-0; M.A.T.E.R. Roma-Cagliari 4-0.

### Segunda fase
|                        | risult.   |                        |
| ---------------------- | --------- | ---------------------- |
| Ampelea Isola d'Istria | 0 - 2     | Ponziana               |
| Asti                   | 2 - 4     | Acqui                  |
| Biellese               | 3 - 1 dts | Andrea Doria           |
| Carpi                  | 0 - 1     | Reggiana               |
| Catania                | 3 - 1     | Potenza                |
| L'Aquila               | 1 - 0     | M.A.T.E.R. Roma        |
| Piacenza               | 0 - 1     | S.I.A.I. Sesto Calende |
| Pontedera              | 4 - 3     | Empoli                 |

|               | risult.   |                    |
| ------------- | --------- | ------------------ |
| Prato         | 4 - 1     | Piombino           |
| Pro Patria    | 4 - 0     | Seregno            |
| Rimini        | 5 - 2 dts | Ravenna            |
| Salernitana   | 2 - 0     | Lecce              |
| Savona        | 3 - 2     | Vado               |
| Spal          | 3 - 1 dts | Marzotto Valdagno  |
| ACIVI Vicenza | 2 - 1     | Audace San Michele |
| Vigevano      | 0 - 1     | Varese             |

### Tercera fase
|              | risult.   |             |
| ------------ | --------- | ----------- |
| Anconitana   | 3 - 0     | Messina     |
| Biellese     | 0 - 4     | Brescia     |
| Modena       | 8 - 0     | Rimini      |
| Novara       | 6 - 1     | Pro Patria  |
| Palermo      | 4 - 1     | Catania     |
| Pontedera    | 4 - 3 dts | Pisa        |
| Prato        | 1 - 3     | L'Aquila    |
| Pro Vercelli | 1 - 2     | Alessandria |

|                        | risult.   |           |
| ---------------------- | --------- | --------- |
| Salernitana            | 2 - 2 dts | Taranto   |
| Savona                 | 5 - 2     | Acqui     |
| S.I.A.I. Sesto Calende | 2 - 1 dts | Reggiana  |
| Spal                   | 1 - 0     | Padova    |
| Spezia                 | 2 - 1     | Sanremese |
| Varese                 | 4 - 2     | Cremonese |
| Venezia                | 3 - 1     | Ponziana  |
| ACIVI Vicenza          | 2 - 0 dts | Verona    |

Spareggio: Taranto-Salernitana 3-0.

### Dieciseisavos de final
|            | 5.12.1937 |                        |
| ---------- | --------- | ---------------------- |
| Venezia    | 2 - 1     | Triestina              |
| Atalanta   | 3 - 0     | Livorno                |
| Juventus   | 4 - 1     | L'Aquila               |
| Novara     | 1 - 1 dts | Alessandria            |
| Napoli     | 2 - 0     | Palermo                |
| Pontedera  | 1 - 3 dts | Roma                   |
| Ambrosiana | 5 - 2     | ACIVI Vicenza          |
| Anconitana | 3 - 5 dts | Bari                   |
| Liguria    | 1 - 1 dts | Fiorentina             |
| Varese     | 0 - 2     | Milan                  |
| Spal       | 1 - 0     | Lucchese               |
| Bologna    | 4 - 1     | Taranto                |
| Spezia     | 2 - 4     | Torino                 |
| Modena     | 2 - 3 dts | S.I.A.I. Sesto Calende |
| Lazio      | 0 - 1     | Brescia                |
| Savona     | 2 - 3     | Génova                 |

Spareggi: Alessandria-Novara 2-0; Fiorentina-Liguria 2-3 dts.

### Octavos de final
|                        | 26.12.1937 |             |
| ---------------------- | ---------- | ----------- |
| Venezia                | 1 - 1 dts  | Atalanta    |
| Juventus               | 1 - 0      | Alessandria |
| Napoli                 | 4 - 2 dts  | Roma        |
| Ambrosiana             | 5 - 1      | Bari        |
| Liguria                | 0 - 0 dts  | Milan       |
| Bologna                | 4 - 1      | Spal        |
| S.I.A.I. Sesto Calende | 0 - 1 dts  | Torino      |
| Brescia                | 3 - 1 dts  | Génova      |

Spareggi: Atalanta-Venezia 2-1; Milan-Liguria 3-0.

### Cuartos de final
|          | 6.1.1938 |            |
| -------- | -------- | ---------- |
| Juventus | 6 - 0    | Atalanta   |
| Napoli   | 0 - 2    | Ambrosiana |
| Milan    | 2 - 0    | Bologna    |
| Brescia  | 2 - 6    | Torino     |

### Semifinal
|          | 21.4.1938 |            |
| -------- | --------- | ---------- |
| Juventus | 2 - 0     | Ambrosiana |
| Milan    | 2 - 2 dts | Torino     |

Spareggio: Torino-Milan 3-2.

### Final
|          | 1.5.1938 | 8.5.1938 |        |
| -------- | -------- | -------- | ------ |
| Juventus | 3 - 1    | 2 - 1    | Torino |